# Карабатово (Кстовський район)
Карабатово (рос. Карабатово) — присілок в Кстовському районі Нижньогородської області Російської Федерації.
Населення становить 108 осіб. Входить до складу муніципального утворення Новоликеєвська сільрада.

## Історія
Від 2009 року входить до складу муніципального утворення Новоликеєвська сільрада.

## Населення
| 2002 | 2010 |
| ---- | ---- |
| 113  | ↘108 |